# Zeche Übereinkunft
Die Zeche Übereinkunft war ein Steinkohlenbergwerk im heutigen Essener Stadtteil Überruhr.

## Bergwerksgeschichte
Im Jahr 1834 wurde mit der Auffahrung eines Stollens begonnen. Bereits bei der Auffahrung fand im selben Jahr auch Abbau statt. Im Jahr 1836 wurde das Bergwerk in Fristen gelegt. Im darauffolgenden Jahr war das Bergwerk wieder in Betrieb. Ab dem Jahr 1840 lag das Bergwerk für mehrere Jahre in Fristen und war danach ab 1848 wieder in Betrieb. 1915 wurde die Zeche für mehrere Jahre an die Charlotte Bergbaugesellschaft verpachtet. Im Jahr 1920 legte die Charlotte Bergbaugesellschaft das Bergwerk still. Im darauffolgenden Jahr wurde die Zeche Übereinkunft wieder selbstständig. Noch im selben Jahr wurde das Bergwerk wieder in Betrieb genommen. Es wurde im Stollenbau abgebaut. Zusätzlich war ein tonnlägiger Schacht vorhanden, der eine flache Teufe von 85 Metern hatte. Am 1. Oktober 1923 wurde die Zeche Übereinkunft endgültig stillgelegt. Im Jahr 1925 wurde das Bergwerk mit der Zeche Prinz Wilhelm-Steingatt konsolidiert.

## Förderung und Belegschaft
Die ersten Belegschaftszahlen stammen aus dem Jahr 1834 und verzeichneten neun beschäftigte Bergleute auf dem Bergwerk. Die ersten Förderzahlen des Bergwerks stammen aus dem Jahr 1837 und bescheinigen eine Förderung von 402 ½ preußischen Tonnen Steinkohle. Im Jahr 1921 wurden mit vier Bergleuten 146 Tonnen Steinkohle gefördert. Ein Jahr später stieg die Förderung auf 3102 Tonnen Steinkohle bei 37 Beschäftigten. Dies sind auch die letzten bekannten Zahlen des Bergwerks.